# 道の駅やす
道の駅やす（みちのえき やす）は、高知県香南市夜須町にある国道55号の道の駅である。
手結港に隣接していて、同港一帯を登録するみなとオアシス手結の中核施設でもある。

## 施設
- 駐車場
  - 普通車：78台
  - 大型車：2台
  - 身障者用：5台
- トイレ（いずれも24時間利用可能）
  - 男：大 2器、小 5器
  - 女：4器
  - 身障者用：2器
- 公衆電話
- 特産品売店（9:30 - 18:00）
- レストラン（11:00 - 23:00）
- 情報端末（9:30 - 18:00）
- 公衆無線LAN

### 管理団体
- 香南市

## 休館日
- 1月1日

## 周辺
- 土佐くろしお鉄道 阿佐線（ごめん・なはり線） 夜須駅
- 高知東部自動車道 香南やすインターチェンジ
- 夜須郵便局
- 手結内港（国内最古の掘込港。手結港可動橋が架かる）
- 夜須サイクリングターミナル
- ヤ・シィパーク（海水浴場。道の駅・みなとオアシスと一体運営）